# Malkapur
Malkapur es una ciudad censal situada en el distrito de Akola en el estado de Maharashtra (India). Su población es de 15420 habitantes (2011). 

## Demografía
Según el censo de 2011 la población de Malkapur era de 15420 habitantes, de los cuales 7955 eran hombres y 7465 eran mujeres. Malkapur tiene una tasa media de alfabetización del 90,39%, superior a la media estatal del 92,03%: la alfabetización masculina es del 95,10%, y la alfabetización femenina del 88,81%.